# 水の都
水の都（みずのみやこ）は、運河や河川、水路、堀などが、都市景観の形成や交通・交易に大きな役割を果たしている都市に対して使用される愛称。水都（すいと）とも呼ばれる。

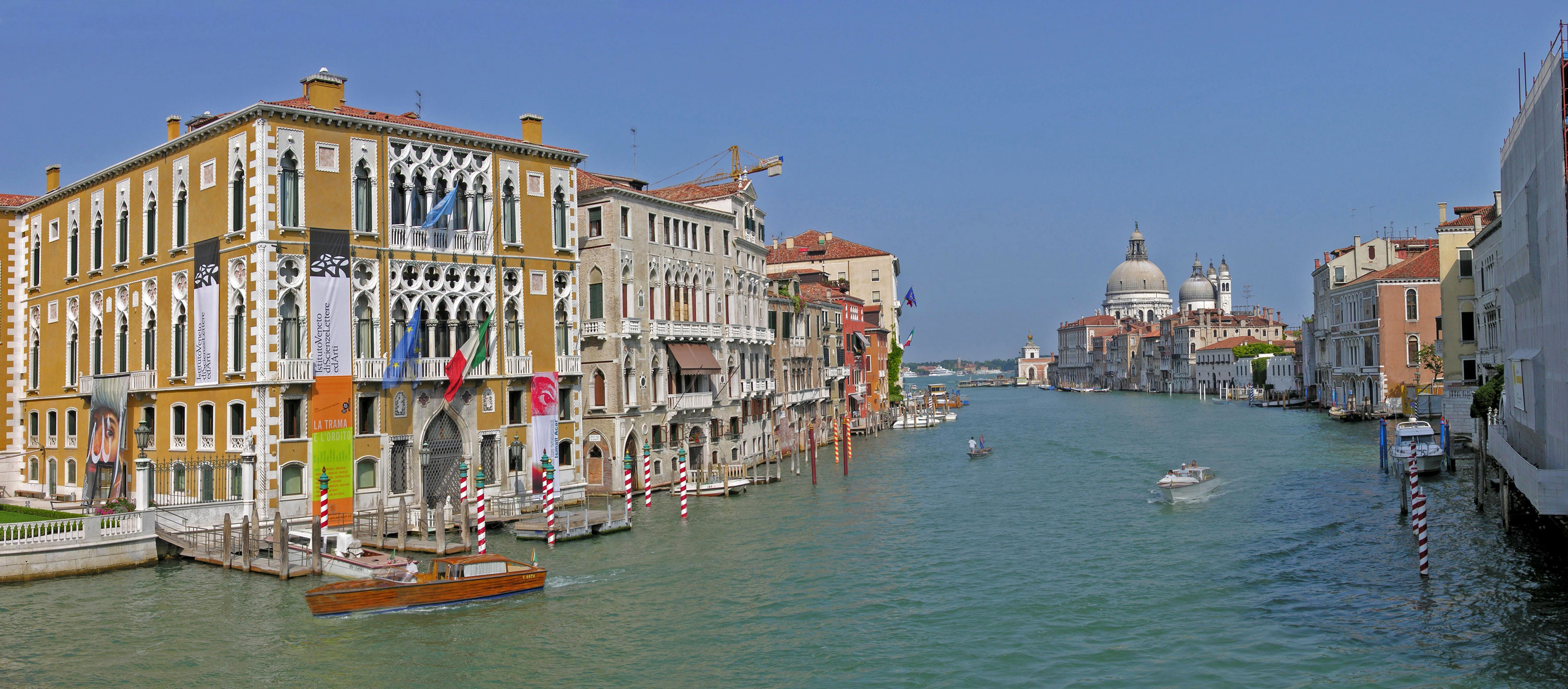
アッカデーミア橋から望遠するカナル・グランデ（ヴェネチア）

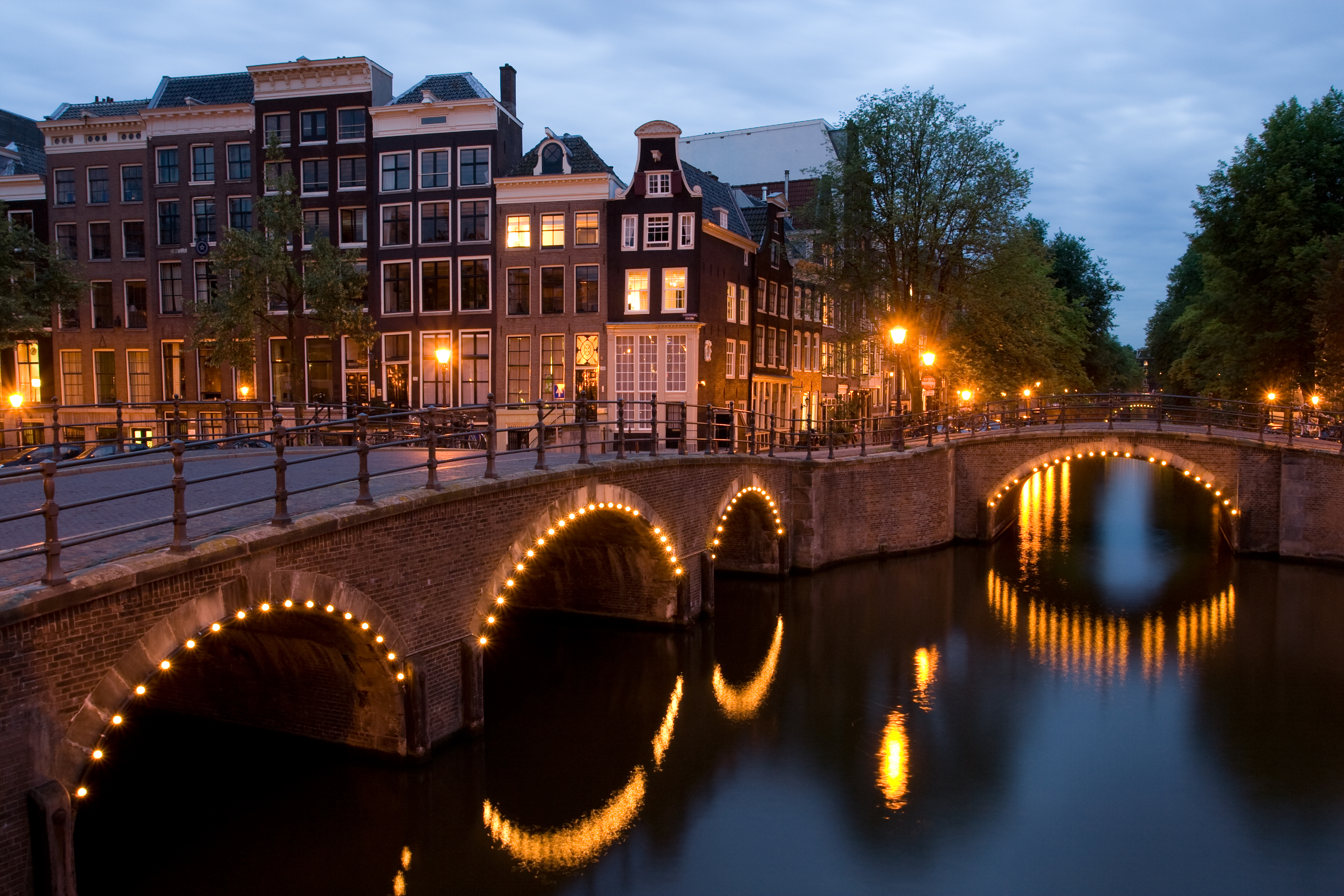
ケイザー運河（アムステルダム）

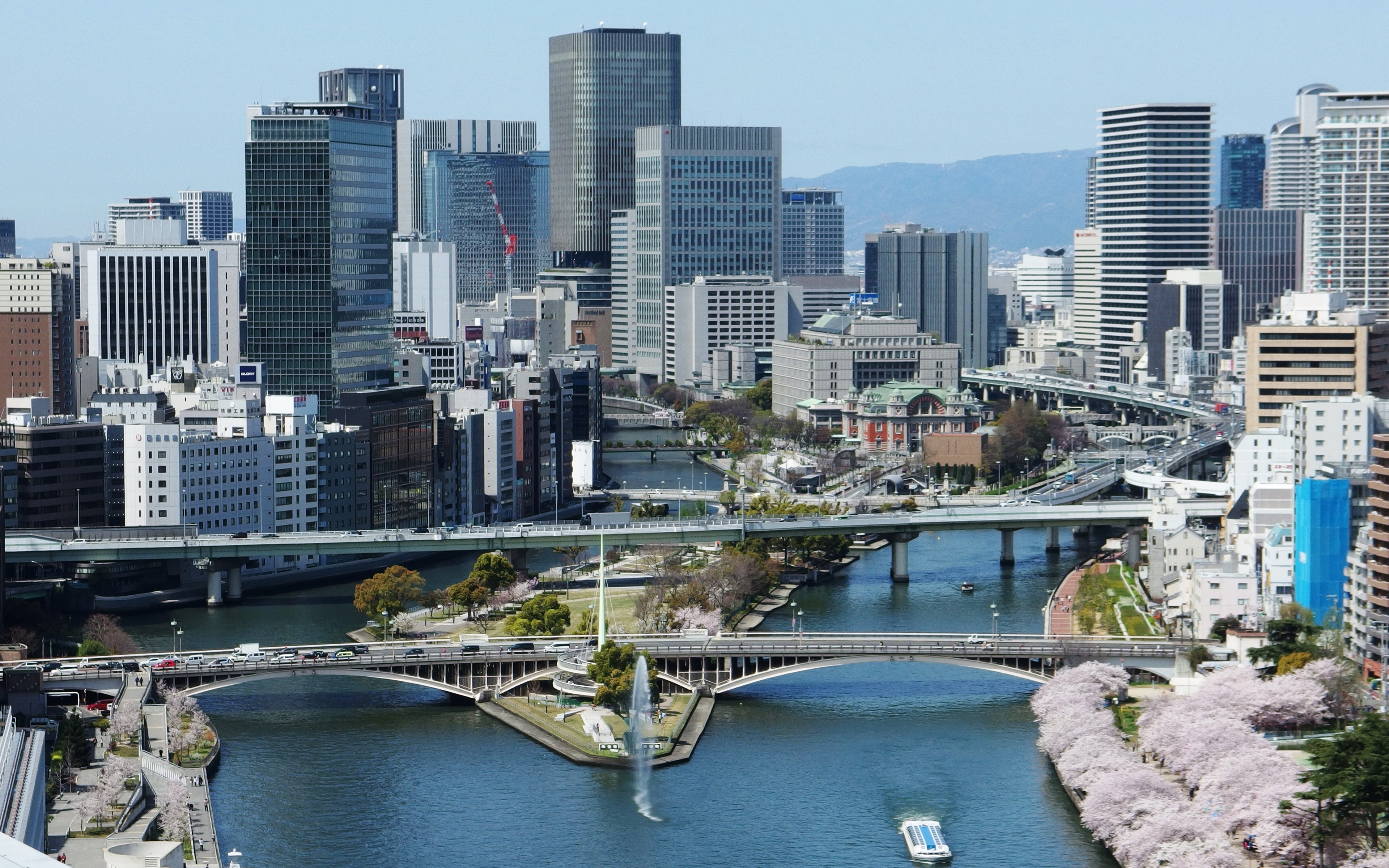
中之島（大阪）

世界的には、イタリアのヴェネツィアを筆頭に、オランダのアムステルダム、日本の大阪、ロシアのサンクトペテルブルク、中国の蘇州などを指す。

## 概要

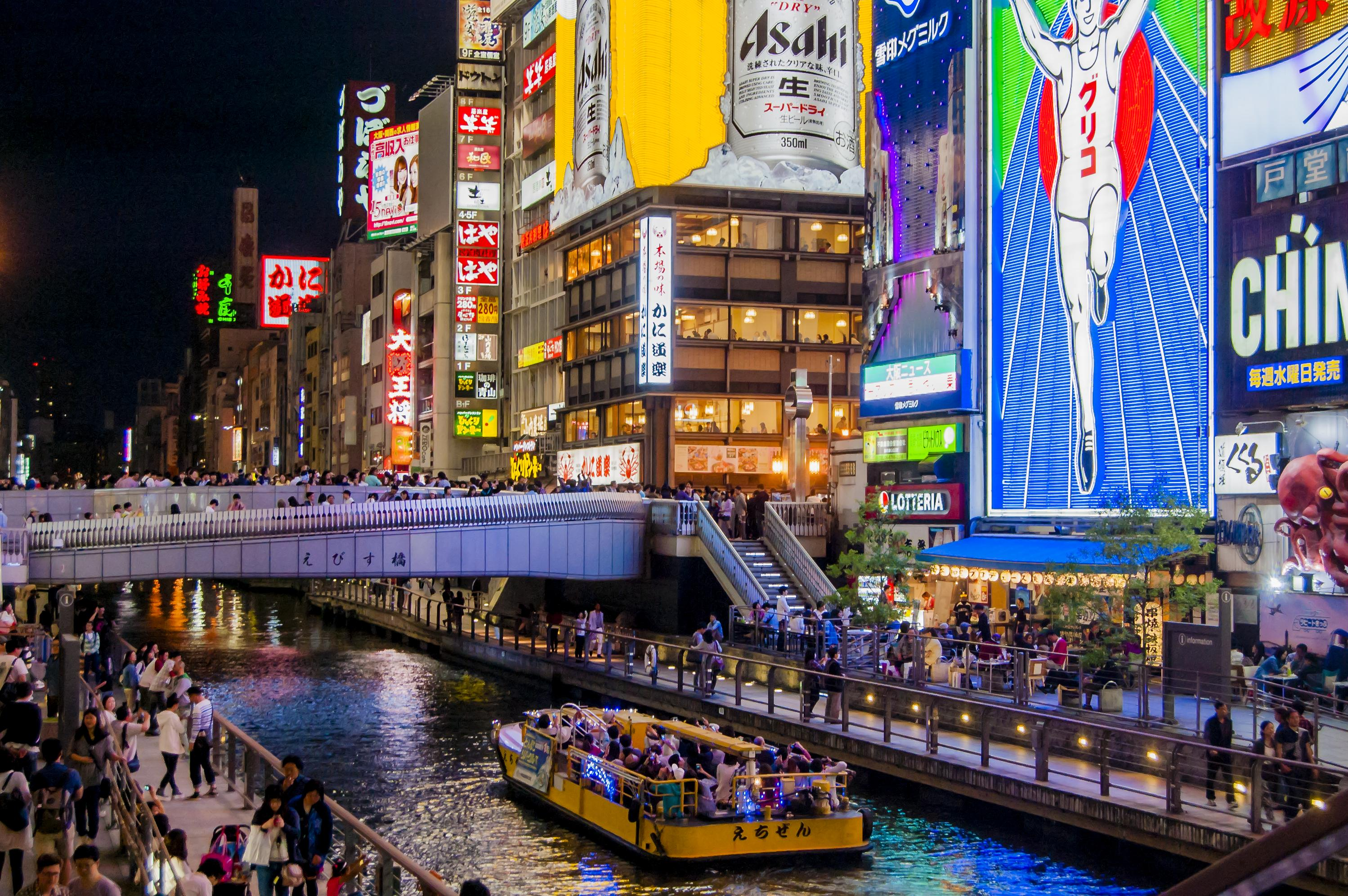
道頓堀（大阪市中央区）

水の都・水都とは、道路や水路・運河が交錯する地割が、街の風景となる水辺都市のことを指す。（低湿地で多様性のある水郷とは異なる）
元々は古代の瀬戸内海航路の起点で、海に囲まれていた難波宮（現在の大阪）を指す語である。現代でも大阪を指す語として親しまれており、各種メディアや広告・広報でも頻繁に用いられている。

## 主な水の都

### 日本国内
茨城県
- 水戸市 - 北部を流れる那珂川と南部に広がる千波湖の間に水戸駅を中心とする繁華街が形成されており、かつてはそれらを天然の堀とした水戸城が存在した城下町であった。また水戸という地名においても、那珂川の舟運の河港として盛え、水運の戸口とされていた事に由来している[1]。

新潟県
- 新潟市 - 信濃川と阿賀野川が注いでいる。関屋分水路開削以降、信濃川右岸（中央区側）の市街地は四方を川と海に囲まれ「新潟島」と呼ばれている[2]。

静岡県
- 三島市 - 源兵衛川が市の中心部を流れ、市街と川が一体化した親水エリアが三島駅の南に広がっている他、南に豊富な湧水を持つなど、水源も豊富なことで全国的に有名である[3]。

大阪府
- 大阪市 - 古代に現在の上町台地に位置する難波津に難波宮の都がおかれ、ここを拠点に瀬戸内海各地や九州、さらには大陸との交易・交流によって、新しい技術や文化が大阪に持ち込まれたことから、水の都の代表的な都市として知られる。江戸時代以降、多くの水路が開削され、そこに架けられた橋の多さから「浪華八百八橋」と称された。また大阪の旧国名「摂津」「河内」「和泉（いずみ）」（摂河泉）は三つとも水に関係している。大阪#近世の大阪の移り変わりも参照。2009年には水の都を前面に打ち出した「水都大阪2009」を開催[4]。

愛媛県
- 西条市 - うちぬきと呼ばれる地下水が豊富で、うちぬきがある地区は上水道代がかからないことや、水都橋、水都館等、水都と名の付く地名施設も多く「水の都」を称している[5]。

熊本県
- 熊本市 - 世界の都市（人口50万人以上）で唯一水道水源を100%地下水だけでまかなっている都市で、「世界一の地下水都市」とも言われている。

### 海外

#### ヨーロッパ
- ヴェネツィア（イタリア）- アドリア海のラグーンの上に築かれた都市で「アドリア海の女王」の別名をもつ、世界を代表する、最も有名な水の都である。
- ドゥブロヴニク（クロアチア）- アドリア海の都市で 「アドリア海の真珠」の別名をもつ。
- アムステルダム（オランダ） - アムステル川の河口に築かれたダムから発展した。
- ロッテルダム（オランダ） - マース川河口からの水路を利用した貿易で栄えた。街の愛称の一つにWaterstad（水の都市）がある。
- ブルッヘ（ベルギー） - 運河を中心とした町並みが世界遺産に登録されている。
- ストラスブール（フランス） - ライン川沿いの貿易港はフランス最大の河川港となっており、街も港を中心に構成されている。
- サンクトペテルブルク（ロシア） - 運河が縦横に走り、「北のヴェネツィア」とも称される。
- ストックホルム（スウェーデン） - 島の上に築かれた都市で、「北欧のヴェネツィア」とも称される。

#### アジア
- バンコク（タイ） - タイの首都バンコクはそのタイ語でバーン（グ）＝水の都を意味している。
- 無錫市（中国） - 市域は長江と太湖に囲まれており、市内を大運河（京杭大運河）が流れている。
- 蘇州市（中国） - 市内を通る楓江は張継の七言絶句「楓橋夜泊」にも詠われている。また大運河も通っており、「東洋のヴェネツィア」とも称される 。
- 杭州市（中国） - 京杭大運河の終点。また、市内に西湖がある。

## かつて水の都と称された都市
- 東京23区 - 利根川・荒川・多摩川の下流域であり湿地帯であったが、江戸幕府開府以降は大規模な治水工事により多数の堀や川が張り巡らされていた。しかし、関東大震災や東京大空襲後の復興や高度経済成長期の経済発展を経て、その多くは高速道路で覆われたり埋め立てや暗渠化がされるなどして、現在では人間の生活とは隔絶してしまったとされる[6]。
- 大垣市 - 揖斐川、長良川を始め市内に15本の一級河川が流れており水都と呼ばれてきた。しかしながら、近年は産業構造の変化によりイメージが薄れつつある。市内には、初めて人工の湧水井戸に成功した掘抜井戸発祥の地があるほか、多くの井戸が存在し、地下水が豊富である。また、岐阜県西濃地方、滋賀県のみに生息が確認されているハリヨが市内に生息している。[7]

## 水の都を構想する都市
- 広島市 - 1589年に毛利輝元が広島城を太田川下流の三角州地帯に築いて以来、城下町として市街地を形成。この立地を活かし、1990年3月から水の都構想を開始している。[8]
- 佐賀市 -  干拓地である佐賀平野には、淡水の確保、舟運、雨水の貯留排水、防衛など複合的な機能を持ったクリークと呼ばれる水路網が発達し、現存しているクリークの総延長は2,000kmにも及ぶ。[9]